# 彩虹冒險
彩虹冒險是韓國IO Entertainment開發，Hanbitsoft出版的免費網路遊戲，曾於東南亞各地發行，但已陸續關閉，台灣的猿人在線亦於2008年8月26日正式宣佈彩虹冒險結束營運公告。而最終韓國彩虹冒險也在2013年2月24日結束營運。IO Entertainment目前正在營運一款同樣是走卡通風格的2.5D技術格鬥遊戲「時空亂鬥」，該遊戲是IO Entertainment另外花費四年時間開發出來的，未來遊戲除了推出更多英雄角色、特殊的裝備道具、模式玩法之外，也將推出外觀設計系統，提供玩家自由創作裝備的外觀，達到真正「時空亂鬥」的最終目的。

## 簡介
故事是講述古代的大地女神將所有已經消失的純潔靈魂都累積收藏到一顆彩虹色的水晶球之中，後來水晶球散在世界某一個角落，人們為了尋找水晶球而出發冒險。
遊戲中玩家可選的人物分四個屬性，分別是水、火、風、土，每種屬性都有三名角色，每個角色都可以透過升級成為升級版角色，即前後共有12名不同的可使用的角色登場。此外，遊戲中可以使用卡片去增強攻擊、防禦等能力、協助攻擊或者削除對手的能力，同樣地，卡片亦分有四種屬性。而不同的屬性會使玩家角色擁有不同的能力及技能，而且每種屬性之間亦有相生相剋，因此玩家選擇角色及卡片輔助時都是考慮的範圍之內。
遊戲中還設有一種卡片，就是寵物卡片，可以讓玩家擁有自己的寵物。

## 遊戲特色
彩虹冒險擁有15種遊戲模式，其中有解任務、大亂鬥、練習模式、足球等，以及8種場景。
玩家們可以自行開設房間，等待或邀請朋友到房間內冒險，又或者在遊戲大廳等待其他玩家一同冒險打怪或對打，同時借助卡片的幫助取得勝利，卡片混合了格鬥就是此遊戲的特點之一。與此同時，同一個玩家帳號是可以同時運用八種不同的遊戲角色取得勝利，所有的遊戲值都會累積在同一個遊戲帳號裏。
遊戲的最大特點就是設有足球遊戲，一眾玩家可以操控自家角色來進行一場足球賽，比起一般打怪冒險的遊戲無疑是多一點變化。

## 角色

### 火屬性角色
沈默劍士查洛（Xyrho）
各項能力值偏平均。俗稱火男。
查洛是一位冷漠寡言的少年。除了必要的話以外一句都不會多說。他沒有笑容，但原本並不是這樣的，查洛也有過美好的童年，可是自從離開了故鄉以後，這一切都變了。查洛出生的村莊是一個和平的地方，雖然人們貧窮，但是大家都會互相幫忙。後來村裡建了很大的工廠，漸漸的河水和空氣變得混濁，蝴蝶和蜻蜓消失了蹤影，而且再也聽不到鳥叫聲。但變化最大的是人們整天都關著門，路上碰面也不打招呼。雖然查洛從小就失去了父母，和奶奶兩人相依為命，但從來都沒有感到孤獨。
魔法術士夏姆（Shamoo）
MP值高和最大速度快。可漂浮在水上。俗稱火女。
夏姆的家族是代代相傳的魔法士家族。在創立仙女島的過程中，若不是其家族中第19代的前輩，這島上可能還將到處是殭屍和廢墟，因此這位前輩的肖像現還印在貨幣上，以紀念她的偉大功績。在仙女島曆540年，整個大陸受到惡性熱病的傳染，而第7代的祖父所所配的靈藥，到現下還為世人造福。關於夏姆的爺爺，雖然對治癒術和殭屍的研究不深，但他將代代口頭相傳的魔法咒語收集起來，並推出了12本咒語全集。很多人對爺爺的這個作為評價很高。夏姆的父母將爺爺的事業發揚光大，他們創立了魔法學校，發掘人才，並有系統地對他們進行魔法教學。雖然途中有很多困難，但他們一直努力不懈，最後取得了成功。但這麼優秀的家族，在自己女兒的問題上卻碰上了麻煩。因為夏姆家族中的孩子們，都是學走路以前就學會魔法的。
火焰忍者卡菈（Cara）
為首個新增角色，第9位角色。
迴轉速度最快。加速度最高。連續攻擊頻密，近距離攻擊為主。俗稱新火女。

### 水屬性角色
海盜廚師史凡（Sven）
近距離攻擊力高，遠距離攻擊可以將其他玩家拉到身旁。俗稱水男。
史凡是海盜之王。除了具有豪放的性格和領導能力外，還有天下無敵的揮動斧頭的實力。每次史凡一笑，大家都很緊張，因為不知道會發生什麼事情。料理是史凡的愛好。聽說史凡的斧頭是收集魚鱗而製造出來的，若是看他用的那把斧頭，就會相信此話不假。史凡拿手的包括煎糊掉的魚、煮比海水還鹹的粥、還有硬到吃了會掉牙的派等。所以大家出於一半無奈，一半害怕而毫無怨言地吃飯。有一天大家的耐心也到了極限，海盜們開始扔掉湯勺抗議，但馬上又開始感到恐懼。但出乎意料的是史凡居然沒有生氣。
調皮天使奶油（Cream）
加速度高，可漂浮在水上。俗稱水女。
天使奶油長得非常可愛。胖嘟嘟的臉上有著閃亮的眼睛，飄動的粉紅色的頭髮，說話時的聲音，還有表情等等，實在很討人喜歡。同樣的話由奶油說出，任誰都會附耳傾聽。在天國中顯示出以是最可愛的天使。但整天總想捉弄別人。即使是這樣，其他的天使也沒有討厭奶油。在每百年一度的團圓日中，所有在外的天使都要回來，而在這日子裡發生了一件事，剛飽食一頓的天使─凱魯畢（Kelubim）被奶油丟在樓梯上的香蕉皮滑倒。雖然凱魯畢那胖嘟嘟的臉都因生氣而發紅，但看到奶油那眼中似乎馬上要掉下來的眼淚和那玫瑰粉色的小嘴說出的藉口，使凱魯畢的氣全消了。
聖女露西（Lucy）
為第三個新增角色，第11位角色。
近距離攻擊時可幫隊友補血之功能，遠距離攻擊可以被玩家控制。俗稱新水女。

### 風屬性角色
自負劍士隼（Hawk）
近距離攻擊速度快，遠距離雖能穿越障礙物，但有攻擊距離上的限制。俗稱風男。
在毫無人煙的死亡沙漠深處，有一處劍士們聚集的村莊，這個村莊裡的孩子們都從小的時候就開始練劍。而在這些沙漠成長的孩子之中，劍術最為出眾的就是隼了，不管是同年齡或是年紀大的劍士們，都不是隼的對手。他也是這個村莊中村長的唯一候選人。身負大家期待的隼覺得很自豪。他的夢想是爭取強者「沙漠之蠍」的稱號。隼每天都練劍，不但不愛玩，甚至完全不關心周圍那些對自己有好感的女孩。天沒亮就起來，冒著寒冷認真地練劍。有時還故意在炙熱的陽光下修煉。隼一心想變得強還要更強。
好奇妖精愛瑞莉（Aurelli）
善長使用弓箭，遠距離攻擊的速度快。俗稱風女。
愛瑞莉是生長在古代森林中，妖精一族的成員。她與那些唱著森林之歌且在月光下跳舞的妖精不同，從小就喜歡看書。雖然眼睛因此而不好，但幸運地從古代法術之書中學會了冶金術。愛瑞莉自己雕刻了水晶鑲在白金支架上創造了眼鏡。因此她更加熱衷在讀書之上。愛瑞莉好奇心很強；例如，太陽為什麼從東方升起落於西方；樹葉為什麼秋天會變黃，冬天會凋謝等等；但其他妖精根本不關心愛瑞莉所講的事情。也因為活得太久，對於喜怒哀樂已經不在乎。所以再也沒有一個妖精能夠理解事事想嘗試的愛瑞莉。
暗黑王子威爾（Will）
為第四個新增角色，第12位角色。
遠距離攻擊能夠留下來攻擊別人。血量低。可漂浮在水上。俗稱新風男。

### 土屬性角色
機警王子羅蘭（Roland）
近距離攻擊距離遠。俗稱土男。
羅蘭是王室裡最令人頭痛的人物。因為百蘭達家族代代出勇敢的騎士；他的奶奶是勇猛無比的騎士，沒有馬鞍也可以騎馬；父親是百年難得一見的槍手，母親則是有名的教官，培養了很多的劍士。羅蘭自小不喜歡練武，是王室成員中唯一沒通過考試的人。上課時也只想著怎樣才能逃課。但是他天資聰穎，鬼點子多。他的逃課戰術更是別出心裁。所以羅蘭的母親─也是學校的首席教官終於下定決心，放下其他所有的事情成為了羅蘭的專任老師。
吸血女鬼哈潔兒（Hazel）
一般角色可用近距離攻擊來吸取敵人HP值，高級角色則可吸取HP、MP和BP值。可漂浮在水上。俗稱土女。
哈潔兒是吸血鬼歌露德（Getrude）和人類布藍（Bran）所生的。父親布藍外表英俊，性格開朗。有一次，和朋友們去「黑火翼之谷」遊玩時，一個人迷路受到了吸血鬼的襲擊，被她的母親歌露德所救，從此墜入情網，過著美滿幸福的生活。一年後，哈潔兒出生了。但是人類和吸血鬼生活在一起談何容易呀。父親開始慢慢厭惡不能見光的母親，母親也不習慣不能吸血的日子。這樣本來美好的家庭開始破裂了，最後，母親為了逃避村民的圍攻帶著幼小的哈潔兒回到了黑火翼之谷。
勇將瓦倫（Warren）
為第二個新增角色，第10位角色。
遠距離攻擊為範圍技，而他近距離攻擊很強。衝的時候能夠攻擊別人。俗稱新土男。

### 其他
代號-殺手十三(Avatar)
為第五個新增角色，第13位角色。
採用紙娃娃系統的角色，可因應不同裝備，針對不同能力進行強化。
唯一一位四種屬性皆可使用的角色。俗稱十三/紙人。

## 卡片
卡片目前分為五種：白卡、黑卡、金卡、銀卡、寵物卡片。

### 白卡
白卡,能在每天第一次登入及遊戲中獲得。有四種屬性：水、火、風和土。是黑卡和金卡合成的材料。

### 黑卡
可在卡片商店買到。它有九種：斧、法杖、劍、弓、盾、垂鏈、盔甲、鞋子和魔法，並分為三類：武器、防具和魔法，所有黑卡都有水、火、風和土四種屬性和九個等級。黑卡能在遊戲中提高各種技能。現有達324種(每級36×9個等級)的多樣卡片。黑卡擁有「發動率」，雖然遊戲中已裝備了卡片，但還需發動卡片才能發揮效率。黑卡還有「合成率」。通過白卡的合成，可提高等級，但合成過程中有一定成功和失敗的機率。當合成失敗時，將會造成原卡的技能變更。
- 魔法卡

魔法卡集氣後發射強魔法。
- 斧

它能增加近距離攻擊的威力。
- 法杖

它能增加遠距離攻擊的威力。
- 劍

它能增加近距離攻擊的速度。
- 弓

它能增加遠距離攻擊的速度。
- 盾

它能減少被攻擊所失去的HP。它能增加防禦而減少失去的HP。
- 垂鏈

它能加快回覆HP、MP、BP的速度。
- 盔甲

它能增加防禦而減少失去的HP。它能減少被攻擊所失去的HP。
- 鞋子

它能加快跑步的速度。

### 金卡
跟黑卡相似，但發動率和合成率較黑卡為高，有日數限制，過後會變成黑卡。金卡和黑卡最大的區別在於「發動率」，雖然在遊戲中已裝備了卡片，但還需卡片發動才能發揮其效率，金卡的發動率幾乎是黑卡的兩倍。金卡和黑卡的第二個區別在於「合成率」。通過白卡的合成，可提高等級，但合成過程中有一定成功和失敗的概率，金卡的合成率比黑卡要高兩倍。

### 銀卡
銀卡是用於遊戲過程外的卡片。
- 高級（角色）卡片:它可以使玩家使用高級的（角色）進行遊戲。
- 高級角色套卡

它是集結十二位角色的高級角色卡片的套卡。
- 高級房主卡片

- 高級角色＋高級房主卡片

- 地攤許可卡片

它可以讓玩家開地攤。
- 復活卡片

它可以令玩家在任務裡有一次復活的機會。
- 天使之眼卡片

它可以看到白卡的位置。
- 6格擴充包及12格擴充包

使用期限為永久，可使放道具的道具欄擴充，最多可擴充到24格。
- 超級銀卡

超級銀卡有水、火、風和土四種屬性，是整合了高級角色套卡、高級房主卡片、天使之眼卡片、復活卡片和地攤許可卡片的功能的套卡，而且每天贈送一張隨機SP卡，如玩家購買30日會附送200張白卡/365日版會附送2400張白卡(白卡屬性視超級銀卡之屬性)。

## 結束營運

### 馬來西亞
於2004年7月19日開始營運，2007年3月31日結束營運。

### 韓國
於2002年8月公測的韓國版彩虹冒險,於2013年2月24日結束營運。

### 台灣
Hanbitsoft授權台灣代理彩虹冒險的猿人在線於2008年8月26日正式宣佈彩虹冒險結束營運公告

## 外部連結
- 韓國彩虹冒險官方網站 (已關閉)
- 英文彩虹冒險官方網站 (已關閉)